# Мендель, Юлия Владимировна
Ю́лия Влади́мировна Ме́ндель (укр. Юлія Володимирівна Мендель; род. 3 сентября 1986 года, Геническ, Херсонская область, УССР, СССР) — журналистка, пресс-секретарь президента Украины (3 июня 2019 — 9 июля 2021).
Кандидат филологических наук.

## Биография
В июне 2008 года окончила Киевский национальный университет имени Тараса Шевченко.
В 2012 году защитила кандидатскую диссертацию на тему «Натурфилософская металогия лирики Владимира Затуливетера в контексте поэзии 1970—90 гг.».
Работала журналистом на телеканалах ICTV, Эспрессо TV, «112 Украина» и «Интер». Стала первой украинской журналисткой, которая выиграла программу Всемирного института прессы (англ. World Press Institute).
Была внештатным корреспондентом The New York Times на Украине. Также сотрудничала с рядом таких иностранных изданий и телеканалов, как Politico Europe, VICE News, CNBC, New Eastern Europe, The New York Times, World Affairs Journal[en], Spiegel Online. Была консультантом по коммуникациям в офисе Всемирного банка на Украине.
В апреле 2016 года выступила в качестве продюсера первого документального фильма про посттравматический синдром «Контуженный: травма Украины» (англ. “Shell-Shocked: Ukraine's Trauma”).
Стажировалась за границей в рамках программы Солидарности имени Леха Валенсы[en], программы THREAD в Йельском университете, прошла курс Варшавской летней евроатлантической академии (WEASA).
3 июня 2019 года указом Президента Украины назначена пресс-секретарём главы государства, выиграв конкурс на эту должность и обойдя 4 тысяч претендентов.
Осенью 2019 года вошла в рейтинг 100 самых влиятельных женщин Украины по версии журнала «Фокус».
В марте 2021 года Мендель вошла в топ-100 самых успешных женщин Украины по версии журнала «НВ», в категории «Госчиновницы».

### 2019−2021: пресс-секретарь Президента Украины
В качестве пресс-секретаря Президента Украины Владимира Зеленского вела международное направление. В частности, Зеленский дал интервью ведущим западным СМИ, таким как Le Monde, Der Spiegel, Gazeta Wyborcza, а также появился на обложках изданий Time и The Guardian. В августе 2020 года вышло интервью Владимира Зеленского телеканалу Euronews на 13 языках.
Также делала официальными заявления, которые имели широкий общественный резонанс. В частности, были сделаны заявления Владимира Зеленского по поводу ПриватБанка и олигарха Игоря Коломойского, где украинский президент заявил, что в истории с банком «будет защищать только интересы государства Украина, интересы каждого украинца», и что «Коломойский не имеет полномочий выступать от имени Украины или Офиса Президента».
Занималась сопровождением Президента Украины во всех поездках регионального и международного уровня. Курировала информационное содержание официального сайта Президента Украины, социальных сетей, а также работу со СМИ.
9 декабря 2019 года приняла участие в переговорах Нормандского формата в Париже.
30 июля 2020 года, в американском издании The National Interest, вышла статья Юлии Мендель под названием «Почему Украина действительно идет по дороге реформ» (англ. “Why Ukraine Really Is On the Road to Reform”), где она рассказала о новых государственных инициативах, президентстве Зеленского, возможном поджоге дома главы Центра противодействия коррупции Виталия Шабунина, земельной реформе, а также траншах МВФ.
15 марта 2021 года дебютировала в роли ведущей программы «Взгляд с Банковой» на телеканале «Дом», о запуске которой стало известно лишь в день первого эфира. Позже выяснилось, что Мендель была не ведущей программы, а одним из спикеров от Офиса президента Украины и в эфирах программы появятся также другие коллеги по работе во власти.
9 июля 2021 года Юлия Мендель завершила работу на должности пресс-секретаря президента.

### 2021 — настоящее время
С июля 2021 года Мендель назначена внештатным советником руководителя Офиса президента Украины Андрея Ермака, на этой должности она отвечает за работу с иностранными СМИ.
11 июля Юлия Мендель выпустила свою книгу «Каждый из нас — Президент» (укр. Кожен з нас - Президент).
Эта книга – попытка осмыслить украинские реалии с точки зрения украинки, рожденной в конце 1980-х, прямо перед развалом Союза. Рожденной в русскоязычном городе, но для которой украинский язык стал родным. Которая сильно почувствовала вкус всех страхов, комплексов и ограничений империи под Россией, но которая училась у западного мира, объездив десятки курсов и программ в Европе и США.Юлия Мендель
17 июля присоединилась к проекту «Большая деолигархизация» на телеканале «Украина 24», где Юлия ведёт свою видеоколонку.

## Инциденты

### Конфликт интересов
В июне 2019 года телеканал CNN выпустил материал о конфликте интересов Юлии Мендель, участвовавшей в конкурсе на должность пресс-секретаря и публиковавшей в The New York Times материалы об украинских событиях. Согласно комментарию представителя американской газеты, они прекратили бы сотрудничество с ней, «если бы она сообщила редакторам о своём заявлении о приёме на работу… учитывая этот серьёзный конфликт интересов», в то же время редакторы NYT посчитали её репортаж справедливым и точным.
После выхода материала, Юлия Мендель, в своём комментарии для CNN, заявила об отсутствии конфликта интересов: 
Во-первых, я работаю на новую администрацию, которая сменилась две недели назад. Инаугурация нового президента состоялась 20 мая. Новая администрация никогда не имела никакого отношения к тому, что было раскрыто в этом материале. На самом деле, я не могла извлечь выгоду из репортажа о мистере Байдене, наоборот, мне задали несколько острых вопросов об этом, чтобы дать понять, что я не связана с некоторыми из тех, кто цитируется в этом материале. Так что, как вы видите, этот репортаж был скорее препятствием для получения этой работы, поскольку я вызывала опасения у моих возможных будущих работодателей. Во-вторых, мой бывший коллега из The Times начал расследование прошлой осенью, когда нынешний президент даже не объявил о своей кандидатуре на пост президента. В этом году мы плотно работали над ним около 2 месяцев, когда в Украине никто не знал, что новый президент может объявить какой-то прозрачный конкурс на вакансии. Вакансия была объявлена 30 апреля, когда расследование уже было готово. Я подала заявку на неё 3 мая, будучи уверенной, что меня даже не будут рассматривать.Юлия Мендель

### Отношения с журналистами
В конце сентября 2019 года подверглась критике со стороны украинских журналистов и их профессиональных объединений (НСЖУ, Медиарух, Инициатива 34), так как минимум трижды вместе с охраной президента физически мешала журналистам Радио «Свобода» и LB.ua задать вопросы президенту и главе его офиса Андрею Богдану. Поясняя свои действия, Юлия Мендель сослалась на опыт США, где журналиста могут арестовать, если он после отказа продолжает кидаться на политика и вмешиваться в его личное пространство. Также она обвинила журналистов в публикации недостоверных сведений о себе. Журналистские организации потребовали извинений/увольнения Мендель, сам Владимир Зеленский на брифинге 1 октября пошутил на эту тему со своим пресс-секретарём.